# Санта Барбара (Салерно)
Санта Барбара је насеље у Италији у округу Салерно, региону Кампанија.
Према процени из 2011. у насељу је живело 541 становника. Насеље се налази на надморској висини од 280 м.